# Maresiana
Maresiana, cetate veche aflată pe malul Mureșului, a fost reședința voievodului român Ahtum. Teritoriul de la râul Criș până la hotarul Transilvaniei și până la Vidin și Severin se numea pe atunci (anul 1000), Maresiana.
 Acest articol despre un subiect legat de  istoria României este deocamdată un ciot. Puteți ajuta Wikipedia prin completarea sa.